# Mar do Sertão
Mar do Sertão (título en español: Mar del Sertón) es una telenovela brasileña producida y transmitida por TV Globo. Se emitió del 22 de agosto de 2022 al 17 de marzo de 2023. 
Desarrollada por Mário Teixeira, la telenovela fue dirigida por Allan Fiterman y está protagonizada por Isadora Cruz, Sérgio Guizé, Renato Góes, Cyria Coentro, Débora Bloch, José de Abreu, Enrique Díaz y Giovana Cordeiro.

## Elenco
- Isadora Cruz como Candoca[3]
- Sérgio Guizé como Zé Paulino[4][5]
- Renato Góes como Tertulinho[6]
- Cyria Coentro como Dodôca[7]
- Débora Bloch como Deodora[8]
- José de Abreu como Coronel Tertúlio[9]
- Enrique Díaz como Timbó[8]
- Giovana Cordeiro como Xaviera[10]
- Caio Blat como Pajeú[11]
- Clarissa Pinheiro como Teresa
- Lucas Galvino como Mirinho
- Sara Vidal como Rosinha
  - Manu Guimarães como niña Rosinha
- Thardelly Lima como Vespertino[12]
- Suzy Lopes como Cira
- Nanego Lira como Padre Zezeo[13]
- Everaldo Pontes como Adamastor
- Welder Rodrigues como Sabá Bodó[14]
- Érico Brás como Eudoro Cidão[15]
- Leandro Daniel como Floro Borromeu[16]
- Eli Ferreira como Laura Pinho[17]
- Felipe Velozo como Tomás[18]
- Déo Garcez como Catão[19]
- Ana Miranda como Ismênia
- Mariana Sena como Lorena[20]
- Theresa Fonseca como Labibe[20]
- Pedro Lamin
- Wilson Rabelo
- Titina Medeiros como Nivalda
- César Ferrario como Zahym
- Quitéria Kelly como Latifa
- José Dumont[13]
- Bruno Dubeux como Savinho
- Cosme dos Santos como Janjão
- Matteus Cardoso como Zé Leiteiro[21]
- Renan Monteiro[22]
- Julia Mendes como Anita
- Giovanna Figueiredo como Jessilaine
- Enzo Diniz como Manduca
- Miguel Venerabile como Joca
- Theo Matos como niño Cirino

## Audiencia
| Temporada | Episodios | Primera emisión      | Primera emisión              | Última emisión      | Última emisión               | Prom. de espectadores (Puntos de rating) |
| Temporada | Episodios | Fecha                | Audiencia (Puntos de rating) | Fecha               | Audiencia (Puntos de rating) | Prom. de espectadores (Puntos de rating) |
| --------- | --------- | -------------------- | ---------------------------- | ------------------- | ---------------------------- | ---------------------------------------- |
| 1         | 178       | 22 de agosto de 2022 | 20,7                         | 17 de marzo de 2023 | 18,4                         | 19,2                                     |